# 滝宮村
滝宮村（たきのみやむら）は、香川県綾歌郡にあった村。

## 歴史
- 1890年（明治23年）2月15日 - 町村制施行に伴い、阿野郡瀧宮村、北村（きたむら）、萱原村（かやはらむら）が合併し、瀧宮村が発足。
- 1899年（明治32年）4月1日 - 阿野郡が鵜足郡と合併し、綾歌郡となる。
- 1950年（昭和25年）3月15日 - 村内に昭和天皇の戦後巡幸。滝宮中学校校庭に滝宮村奉迎場を設けて昭和天皇を迎えた[2]。
- 1954年（昭和29年）4月1日 - 陶村・昭和村・羽床村が新設合併し、綾南町が発足。同日付で滝宮村が廃止。